# Dactylorhiza braunii
Dactylorhiza braunii är en orkidéart som först beskrevs av Eugen von Halácsy, och fick sitt nu gällande namn av Olga Borsos och Károly Rezsö Soó von Bere. Dactylorhiza braunii ingår i Handnyckelsläktet som ingår i familjen orkidéer. Inga underarter finns listade i Catalogue of Life.